# Denise Donatelli
Denise Donatelli (nacida en 1950, Allentown, Pensilvania) es una vocalista de jazz norteamericana tres veces nominada a un Grammy.

## Comienzos
Donatelli creció en un área rural de Pensilvania. Empezó a tocar el piano a la edad de tres años y estudió piano clásico durante 15 años, ganando primeros premios en las competiciones de piano de la Federación Nacional de Clubs de Música, tres años consecutivos. Después de la universidad dejó su carrera musical de lado para ocuparse de su matrimonio y su familia y no empezó a cantar profesionalmente hasta que sus hijos fueron adolescentes.
Mientras estaba viviendo en Atlanta,  se anima a regresar a la música después de asistir a una jam session en Atlanta que atrajo a los mejores músicos de la región, incluyendo al guitarrista Russell Malone. Donatelli canta varias canciones con Russell y empieza a recibir solicitudes de actuación. Cuándo la veterana cantante de blues Francine Reed se unió al grupo de Lyle Lovett, Donatelli se unió a ellos con un contrato de tres noches por semana en el Ritz-Carlton.

## Carrera profesional
Mientras Donatelli trabajaba en Atlanta en la Turner Broadcasting Network contacta con el arreglista Neal Hefti, mientras este graba un anuncio de televisión. A partir de entonces comienza la grabación de anuncios nacionales e internacionales para CNN, Hyundai, Lexus, Mercedes-Benz y otras.
Ha girado y actuado entre otros con Bill Cunliffe, Bill Mays, Roger Kellaway, Tamir Hendelmen, Larry Koonse, Julian Lage, Peter Sprague, Bob Sheppard, Joe LaBarbara, Marvin “Smitty” Smith,  Alf Clausen y su Orquesta de Jazz, la Stan Kenton Alumni Band. 

## Premios
Sus nominaciones a los Grammy incluyen en 2015 su álbum Find A Heart para Best Jazz Vocal Album, en 2012 su álbum Soul Shadows para Best Jazz Vocal Album y en 2010 su álbum When Lights Are Low, que llegó al n.º 2 en la lista de éxitos de JazzWeek Radio y permaneció en ella durante 23 semanas.
La Sociedad de Jazz de Los Ángeles nombró a Donatelli en 2012 Vocalista de Jazz del Año. En 2013 la revista Downbeat la situó en la lista de las diez mejores del Annual DownBeat Critics Poll, en la categoría de Rising Star Female Jazz Vocalist.

## Discografía
- Find a Heart (CD) (2015) Savant Records
- Soul Shadows (CD) (2012) Savant Records
- Bill Cunliffe: That Time of Year CD (2011)
- When Lights Are Low (CD) (2010) Savant Records
- What Lies Within (CD) (2008) Savant Records
- In the Company of Friends (CD) (2005) Jazzed Media
- Whistling in the Dark - The Music of Burt Bacharach (CD) (2021) Savant Records.